# Walter Pretty
Sir Walter Philip George Pretty, KBE, CB (* 2. Mai 1909; † 17. Januar 1975) war ein britischer Offizier der Royal Air Force, der zuletzt als Generalleutnant (Air Marshal) zwischen 1964 und 1966 stellvertretender Chef des Verteidigungsstabes der Streitkräfte des Vereinigten Königreichs für Personal und Logistik (Deputy Chief of the Defence Staff (Personnel & Logistics)) war.

## Leben

### Offiziersausbildung, Zweiter Weltkrieg und Stabsoffizier
Walter Philip George Pretty begann nach dem Besuch der 1619 gegründeten Alleyn’s School 1929 seine Offiziersausbildung als Flight Cadet der B-Staffel an der Royal Air Force College Cranwell und gehörte dort zur Cricket- und Fechtmannschaft. Nach Abschluss der Ausbildung wurde er am 26. Juli 1930 mit dem Dienstgrad eines Leutnants (Pilot Officer) in die Royal Air Force (RAF) übernommen und als Pilot der No. 100 Squadron RAF zugeordnet. Am 9. Oktober 1931 wurde er als Adjutant zum Militärflughafen RAF Kai Tak, wo er am 26. Januar 1932 zum Oberleutnant (Flying Officer) befördert wurde. Nach seiner Rückkehr begann er am 23. April 1934 einen Fernmeldetruppenlehrgang an der Electrical and Wireless School und wurde nach dessen Beendigung am 18. Juli 1935 Fernmeldeoffizier eines Luftangriffsektors sowie als solcher am 26. Januar 1936 zum Hauptmann (Flight Lieutenant) befördert. Am 24. April 1937 wurde er im Rahmen eines Austauschprogramms zur Royal Canadian Air Force (RCAF) versetzt, den Luftstreitkräften Kanadas, und erhielt dort am 1. Oktober 1938 seine Beförderung zum Major (Squadron Leader).
Nach seiner Rückkehr wurde Pretty am 15. Mai 1939 zum Luftwaffenstab des Luftangriffskommandos (RAF Fighter Command) versetzt, für das er sich auf dem Luftwaffenstützpunkt RAF Biggin Hill als Assistent von Henry Tizard und Robert Watson-Watt mit der Entwicklung sowie dem militärischen Einsatz der Funkpeilung und Radartechnik beschäftigte. Als solcher war er 1939 Radar-Ausbildungsoffizier auf dem Stützpunkt RAF Manston und bildete dort Piloten des No. 600 RAF (City of London) Squadron in der Nutzung der Radartechnik für Luftabfangeinsätze aus. Während der Luftschlacht um England im Zweiten Weltkrieg war er 1940 Kommandeur der Radarfrühwarnstation (Chain Home Low Station) in Clacton-on-Sea. Am 24. September 1940 wurde er zum Technischen Dienst der Luftstreitkräfte versetzt und wurde am 7. März 1941 Kommandeur der Radartechnischen Schule (No. 1 Radio Operator's School) auf dem Militärflugplatz RAF Cranwell. Für seine dortigen Verdienste wurde er am 17. März 1941 erstmals im Kriegsbericht erwähnt (Mentioned in dispatches). Am 15. April 1941 wechselte er als Fernmeldestabsoffizier in das Hauptquartier des RAF Fighter Command und wurde auch für die dortigen Verdienste im Kriegsbericht erwähnt sowie am 11. Juni 1942 mit dem Offizierskreuz des Order of the British Empire (OBE) ausgezeichnet.

### Nachkriegszeit und Aufstieg zum Air Marshal
Zum Ende des Krieges wurde Walter Pretty am 7. Mai 1945 Kommandeur der Fernmeldetruppen (Command Signals Officer) des RAF Fighter Command und als solcher am 1. Juli 1947 zum Oberst (Group Captain) befördert. 1948 wechselte er als Generaldirektor der Abteilung Navigationsdienste in das Ministerium für Zivilluftfahrt (Ministry of Civil Aviation) und wurde dort am 2. Januar 1950 zum Commander des Order of the British Empire (CBE) ernannt sowie am 1. Juli 1952 zum Brigadegeneral (Air Commodore) befördert. Am 6. Oktober 1953 wechselte er vom Technischen Dienst mit dem Dienstgrad eines Air Commodore wieder zurück in den allgemeinen Militärdienst der Royal Air Force und übernahm den Posten als Direktor der Abteilung für elektronische Forschung und Entwicklung im Versorgungsministerium. Am 9. Mai 1955 wurde er zum Verwaltungsstabsoffizier AOA (Air Officer Administration) der in Bad Eilsen stationierten 2. Taktischen Luftflotte (RAF Second Tactical Air Force) ernannt und als solcher am 1. Januar 1956 auch zum Generalmajor (Air Vice Marshal) befördert. Am 13. Juni 1957 wurde er zudem zum Companion des Order of the Bath (CB) erhoben.
Am 7. Oktober 1958 übernahm Pretty den Posten als Generaldirektor der Organisationsabteilung des Luftwaffenstabes sowie im Anschluss am 9. Oktober 1961 den des Kommandierenden General AOC (Air Officer Commanding) des Fernmeldekommandos der Luftstreitkräfte (RAF Signals Command), wo er Nachfolger von Air Vice Marshal Alick Foord-Kelcey wurde. Diese Funktion bekleidete er bis zu seiner Ablösung durch Air Vice Marshal Thomas Shirley am 1. Februar 1964. Er wurde am 1. Januar 1962 zum Knight Commander des Order of British Empire (KBE) geschlagen und führte seither den Namenszusatz „Sir“. Zuletzt wurde er am 1. März 1964 stellvertretender Chef des Verteidigungsstabes der Streitkräfte des Vereinigten Königreichs für Personal und Logistik (Deputy Chief of the Defence Staff (Personnel & Logistics)) und erhielt in dieser Verwendung am 1. Juli 1964 seine Beförderung zum Generalleutnant (Air Marshal).
Pretty schied am 3. Oktober 1966 aus dem aktiven Militärdienst und trat in den Ruhestand.

## Weblink
- Air Marshal Sir Walter Pretty (rafweb.org)